# 千葉県立船橋啓明高等学校
千葉県立船橋啓明高等学校（ちばけんりつふなばしけいめいこうとうがっこう）は、千葉県船橋市旭町に所在する公立の高等学校。通称は「船橋啓明」（ふなばしけいめい）、「啓明」（けいめい）。

## 設置学科
- 単位制 普通科

## 概要
千葉県立高等学校再編計画によって、2011年（平成23年）度に県立船橋西高等学校と県立船橋旭高等学校が統合し、進学達成型の単位制の高等学校として開校した。校舎は旧船橋西高校の校舎を使用する。また、新たな校歌・校章が開校前に完成している。
本校と同時に、県立市川昴高等学校、県立松戸向陽高等学校、県立我孫子東高等学校も新設されている。

## 特色・特徴
- 週2回7限授業（火曜日・水曜日）
- 単位制の採用で多彩な選択科目がある（2年次4単位分、3年次35科目16単位分※文理系別により選択科目は限られる、平成25年度入学生からは教育課程の変更で38科目の選択科目）。大学進学を重視した科目が多い。一般的な単位制高等学校のように、生徒が自分の都合に合わせて科目を選択し配置できるのとは異なり、決められた選択群、単位数の中の科目からいずれかを選択しなければならず、空きコマなどはでないカリキュラム編成となっている。
- 2学期制だが定期考査は3学期制と同じ（全5回）。
- 2学期制のため夏季休業が短いが、秋季休業がある。
- 公立高校では珍しく、2つのグラウンドを所有している。
- 2012年度に、NIE実践校に指定される（千葉県内では小・中・高等学校19校が指定校）

## 沿革
- 1975年（昭和50年）4月11日 - 船橋西高校開校。
- 1976年（昭和51年）4月15日 - 船橋旭高校開校。
- 2008年（平成20年）4月 - 船橋西高校に単位制の導入。
- 2008年（平成20年）6月29日 - 船橋西高校・船橋旭高校の統合後の校名が正式に発表され、「船橋啓明」に決定。この日を創立記念日とした。
- 2008年（平成20年）8月 - 船橋啓明高校としての新制服の発表。
- 2011年（平成23年）3月31日 - 統合により、船橋西高校・船橋旭高校が廃校。
- 2011年（平成23年）4月1日 - 船橋西高校と船橋旭高校が統合し、船橋啓明高校として開校。
- 2011年（平成23年）4月6日 - 船橋啓明高校開校式及び始業式。
- 2011年（平成23年）4月7日 - 第1回（3期生）入学式挙行。
- 2012年（平成24年）3月8日 - 第1回卒業式挙行（1期生（旧船橋西高校35期生、旧船橋旭高校34期生））。
- 2012年（平成24年）10月〜 - 体育館耐震改修工事着工。
- 2013年（平成25年）3月7日 - 第2回卒業式挙行（2期生（旧船橋西高校36期生、旧船橋旭高校35期生））。体育館耐震改修工事のため、本年度に限り習志野文化ホールで行われる。
- 2013年（平成25年）3月下旬 - 体育館耐震改修工事完工。耐震設備ほか、館内照明器具などが一新される。
- 2013年（平成25年）度夏 - 短期留学派遣時に、オーストラリア・クイーンズランド州立ストレットン・ステイトカレッジと姉妹校提携予定。また、オリジナルプロジェクトの企画も予定。
- 2015年（平成27年）5月9日～ - 校舎南側通路の舗装工事
- 2015年（平成27年）4月末～　-大規模耐震改修工事。管理・特別教室棟は夏季休業中～冬季休業中、プレハブ校舎に移転予定。

## 校名
「啓明」は、明けの明星である金星を意味する。かつて、金星が人々を「道しるべ」として目的の場所へと導いていたように、地域をリードし、自ら学び、探求し、物事を明らかにできる生徒を育む学校になって欲しいとの願いを込め、「啓明」となった。それに学校の所在地を示す「船橋」を合わせ、統合校名を「船橋啓明」とした。
高校関係者からは｢啓明｣と略して呼ばれる場合が多い。

## 教育目標
1. 自己の可能性を追求し、ものごとを明らかにする学びの姿勢を持つ人間を育成する。
2. 文武両道でバランスのとれた創造的な人材を育成する。
3. 自分の言動に責任を持ち、思いやりのある情操豊かな人間を育成する。

## 目指す学校像
1. 基礎基本の定着を図り、生徒の夢の実現につながる確かな学力を育む学校
2. 生徒の多様な興味・関心や進路希望等に応じたきめ細かな指導と個性を生かす教育を推進する進学目標達成型単位制高校
3. 文武両道を目指し、部活動や学校行事に積極的に取り組み，自主・自立の精神と社会性を持った豊かな人間性を育む学校
4. 地域の連携・交流を推進し、地域に開かれ、信頼され、愛される学校

## 校歌
作詞：安田伉、作曲：八木澤教司
- 歌詞の先頭の文字を読んでいくと「ふなばし啓明（船橋啓明）」となっている。また、作曲者は同年に開校した松戸向陽高校の校歌も作曲している。
JASRAC 出　1310654-301
作品コード：179-5903-9
ISWC：T- 913.269.635-6

## 制服
男子は濃紺のストライプの詰襟とズボン、女子は濃紺のストライプのブレザーとスカート又はスラックス。ネクタイ、リボンなども着用可。カーディガンは指定のもので全員購入、色は紺かグレー。オプションで白又は紺のベストがある。すべてtombow製。男子は右襟に校章、左襟にクラス章を、女子は胸ポケットの右側に校章、左側にクラス章を付ける。なお、詰襟にはホックがない仕様となっている。

## 啓明セミナー
啓明セミナーとは、主に放課後や夏季休業期間に行われる補講である。大学入試（主にセンター試験、私大対策中心）、小論文対策から定期考査対策まで、幅広く行われており、基本的に参加は自由であるが、定期考査の結果に応じて生徒を強制参加させる講座もある。A - C（易 - 難）の各レベルに応じて受けることが可能である。
通年を通して行われるもの、定期考査や入試直前期に行われるものなど様々である。

## 船橋旭高校跡地の活用
- 廃校となった船橋旭高校の校舎は、2015年度（平成27年度）4月に千葉県立船橋特別支援学校の分校（千葉県立船橋夏見特別支援学校）として開校した。
- 2011年（平成23年）3月11日に発生した東北地方太平洋沖地震による液状化現象で浦安市の県立浦安南高校が被災し、同年4月から8月末まで旧船橋旭高校の校舎へ一時移転した。

## 交通
- 最寄り駅は東武野田線（東武アーバンパークライン）の塚田駅。学校までは徒歩約15分。
- 他の最寄り駅としては、東日本旅客鉄道（JR東日本）武蔵野線の船橋法典駅。学校までは徒歩約20分。
- 最寄りのバス停留所は船橋新京成バス（船03系統）の運動公園前停留所。学校までは徒歩約10分。または、一つ手前（船橋駅寄り）の停留所の市立体育館停留所。学校までは徒歩約15分。

## 著名な卒業生
旧船橋西高校
- 秋元才加（タレント・女優、元AKB48）
- ホリ（お笑い芸人）
- 5代目 三遊亭圓馬（落語家）
- 大根仁（脚本・演出家）
- 大塚慶輔（サッカー指導者）
- 前田信吾（歯科医師・フリーランス解剖学講師）

旧船橋旭高校
- 吉木りさ（タレント）

## 周辺施設・交通機関
- 東武野田線塚田駅
- 武蔵野線船橋法典駅
- 京成バス
- 船橋市立夏見総合運動公園